# Cèl·lula ganglionar de la retina intrínsecament fotosensible

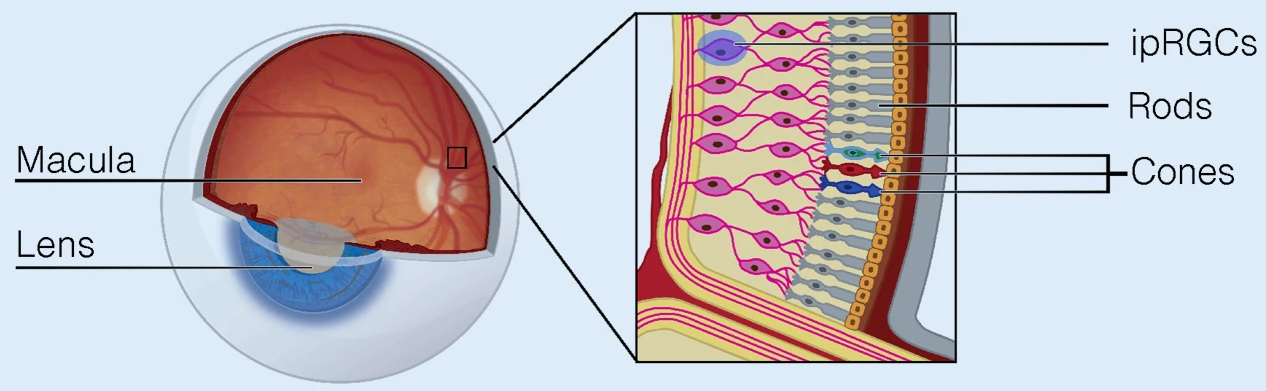
Visió general dels fotoreceptors de la retina. ipRGC etiquetats a la part superior dreta.

Les cèl·lules ganglionars de la retina intrínsecament fotosensibles (ipRGCs), també anomenades cèl·lules ganglionars de la retina fotosensibles (pRGC), o cèl·lules ganglionars de la retina que contenen melanopsina (mRGCs), són un tipus de neurona a la retina de l'ull dels mamífers. La presència de (alguna cosa així) ipRGC es va sospitar per primera vegada l'any 1927 quan els ratolins sense bastons i sense cons encara responien a un estímul lleuger mitjançant la constricció de la pupil·la, Això implicava que els bastons i els cons no són les úniques neurones sensibles a la llum de la retina. No obstant això, la investigació sobre aquestes cèl·lules no va avançar fins a la dècada de 1980. Investigacions recents han demostrat que aquestes cèl·lules ganglionars de la retina, a diferència d'altres cèl·lules ganglionars de la retina, són intrínsecament fotosensibles a causa de la presència de melanopsina, una proteïna sensible a la llum. Per tant, constitueixen una tercera classe de fotoreceptors, a més de les cèl·lules de bastons i cons.

## Visió general

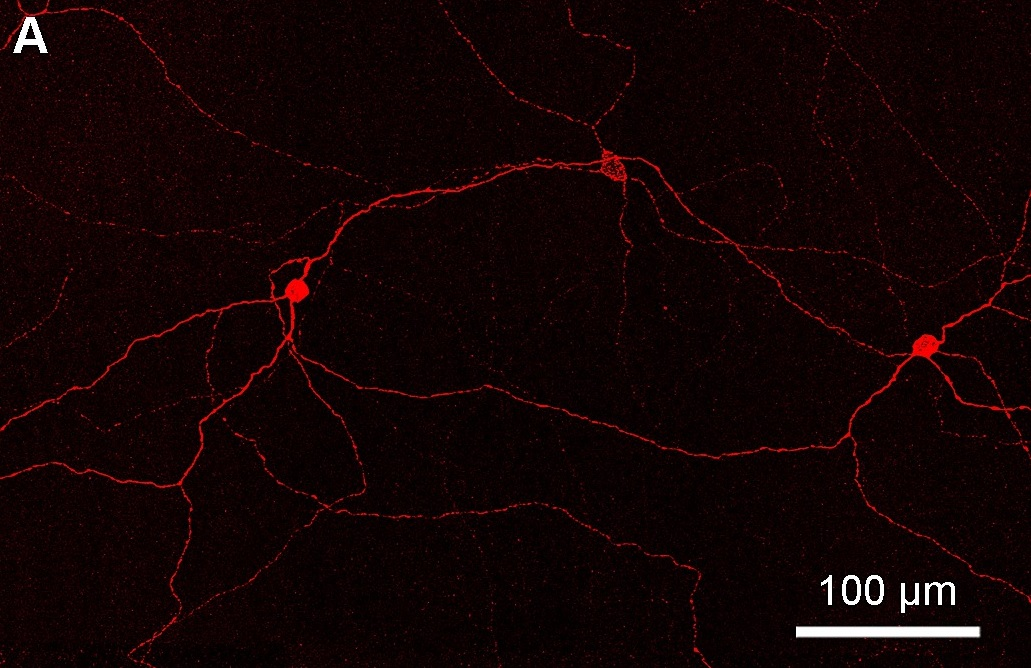
Un ipRGC, que es mostra aquí com una imatge complerta de la retina des de la capa nuclear interna proximal fins a la capa de cèl·lules ganglionars amb etiquetatge fluorescent de melanopsina

En comparació amb les varetes i els cons, els ipRGC responen més lentament i assenyalen la presència de llum a llarg termini. Representen un subconjunt molt petit (~ 1%) de les cèl·lules ganglionars de la retina. Els seus rols funcionals no són de formació d'imatge i fonamentalment diferents dels de la visió de patrons; proporcionen una representació estable de la intensitat de la llum ambiental. Tenen almenys tres funcions principals:

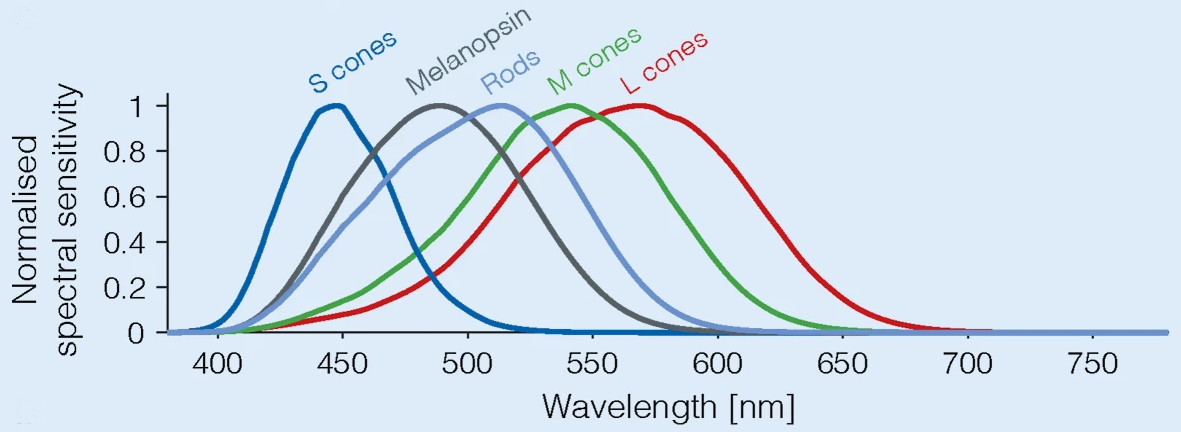
Sensibilitats espectrals dels fotoreceptors de l'ull humà.

- Tenen un paper important en la sincronització dels ritmes circadians amb el cicle llum/foscor de 24 hores, proporcionant principalment informació sobre la durada del dia i la durada de la nit. Envien informació lleugera a través del tracte retinohipotalàmic (RHT) directament al marcapassos circadià del cervell, el nucli supraquiasmàtic de l'hipotàlem. Les propietats fisiològiques d'aquestes cèl·lules ganglionars coincideixen amb les propietats conegudes del mecanisme diari d'entrament de llum (sincronització) que regula els ritmes circadians. A més, els ipRGC també podrien influir en teixits perifèrics com la regeneració del fol·licle pilós mitjançant el circuit nerviós simpàtic SCN.
- Les cèl·lules ganglionars fotosensibles innerven altres dianes cerebrals, com ara el centre de control pupil·lar, el nucli olivari pretectal del mesencefalo. Contribueixen a la regulació de la mida de l'alumne i altres respostes de comportament a les condicions d'il·luminació ambiental.
- Contribueixen a la regulació fòtica i a la supressió fòtica aguda de l'alliberament de l'hormona melatonina.
- A les rates, tenen algun paper en la percepció visual conscient, inclosa la percepció de reixes regulars, nivells de llum i informació espacial.

Les cèl·lules ganglionars fotoreceptives s'han aïllat en humans, on, a més de regular el ritme circadià, s'ha demostrat que medien un cert grau de reconeixement de la llum en subjectes sense bastons i sense con que pateixen trastorns dels fotoreceptors de bastons i cons. El treball de Farhan H. Zaidi i els seus col·legues va demostrar que les cèl·lules ganglionars fotoreceptives poden tenir alguna funció visual en humans.
El fotopigment de les cèl·lules ganglionars fotoreceptives, la melanopsina, és excitat per la llum principalment a la part blava de l'espectre visible (el pic d'absorció arriba a ~ 480 nanòmetres). El mecanisme de fototransducció d'aquestes cèl·lules no s'entén completament, però sembla probable que s'assembla al dels fotoreceptors rabdomèrics invertebrats. A més de respondre directament a la llum, aquestes cèl·lules poden rebre influències excitatòries i inhibidores de bastons i cons mitjançant connexions sinàptiques a la retina.
Els axons d'aquests ganglis innerven regions del cervell relacionades amb el reconeixement d'objectes, incloent el col·licul superior i el nucli geniculat lateral dorsal.

## Estructura

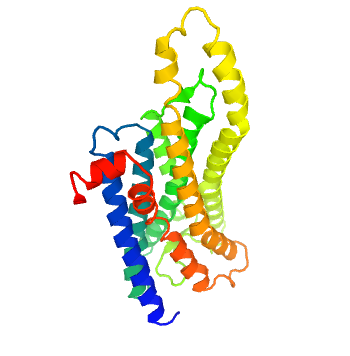
Estructura de la melanopsina

### Receptor ipRGC
Aquestes cèl·lules fotoreceptores es projecten tant per tota la retina com al cervell. Contenen el fotopigment melanopsina en quantitats variables al llarg de la membrana cel·lular, inclosos els axons fins al disc òptic, el soma i les dendrites de la cèl·lula. Els ipRGC contenen receptors de membrana per als neurotransmissors glutamat, glicina i GABA. Les cèl·lules ganglionars fotosensibles responen a la llum despolaritzant-se, augmentant així la velocitat a la qual desencadenen impulsos nerviosos, que és oposada a la d'altres cèl·lules fotoreceptores, que hiperpolaritzen en resposta a la llum.
Els resultats d'estudis en ratolins suggereixen que els axons dels ipRGC no estan mielinitzats.

### Entrades i sortides sinàptiques

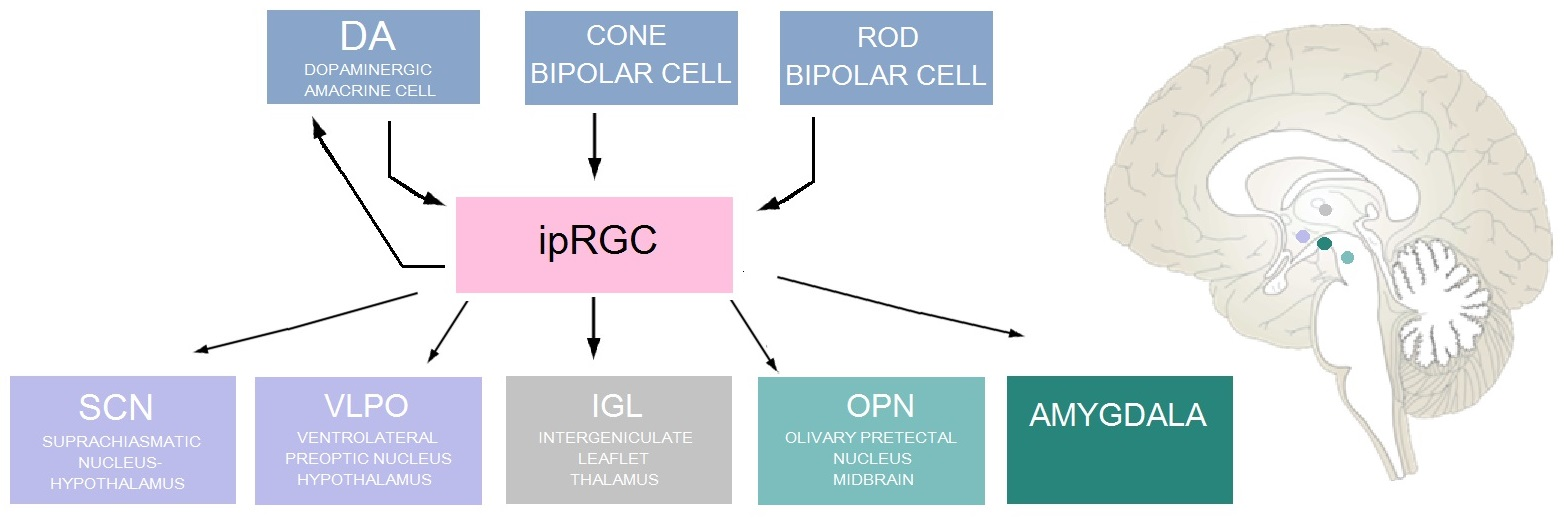
Entrades i sortides sinàptiques dels ipRGC i la seva corresponent ubicació al cervell

## Funció

Entrades i sortides als ipRGC implicats en el reflex de llum pupil·lar

Utilitzant diversos ratolins eliminadors de fotoreceptors, els investigadors han identificat el paper dels ipRGC tant en la senyalització transitòria com sostinguda del reflex de llum pupil·lar (PLR). La PLR transitòria es produeix a intensitats de llum tènues a moderades i és el resultat de la fototransducció que es produeix a les cèl·lules bastons, que proporcionen entrada sinàptica als ipRGC, que al seu torn transmeten la informació al nucli pretectal olivari del mesencefalo. El neurotransmissor implicat en el relleu d'informació al cervell mitjà des dels ipRGC en el PLR transitori és el glutamat. A intensitats de llum més brillants es produeix el PLR sostingut, que implica tant la fototransducció de la vareta que proporciona entrada als ipRGC com la fototransducció dels mateixos ipRGC mitjançant melanopsina. Els investigadors han suggerit que el paper de la melanopsina en el PLR sostingut es deu a la seva manca d'adaptació als estímuls lleugers en contrast amb les cèl·lules de bastons, que presenten adaptació. El PLR sostingut es manté mitjançant l'alliberament de PACAP dels ipRGC de manera pulsàtil.